# Inglés norteamericano
El inglés norteamericano (en inglés: North American English) es el conjunto de variedades y dialectos del inglés hablados en Estados Unidos y Canadá, aunque también se extiende a otras partes del continente americano, principalmente el Caribe. El inglés norteamericano es el más influyente y el más estudiado como lengua extranjera fuera de la angloesfera.
Tanto Estados Unidos como Canadá presentan una variedad de acentos regionales, que se desarrollaron a partir del surtido de dialectos hablados por los inmigrantes llegados de Inglaterra, Escocia, Irlanda y otras regiones de las islas británicas. Durante los siglos XVII y XVIII, estas variantes se mezclaron, se desarrollaron y se fusionaron con otros acentos hablados por generaciones anteriores, adaptándose con cada nueva ola de inmigrantes. Estas adaptaciones dieron lugar a distintos acentos en las diferentes regiones norteamericanas, consolidados en torno a mediados del siglo XVIII.

## Características geográficas y clasificación
La mayor diferencia entre el inglés estadounidense y el inglés canadiense estándar está en la ortografía —en el último, se usa por norma general el sistema británico—, mientras que comparten gramática, vocabulario, pronunciación y hasta slang, razón por la que en algunas clasificaciones del idioma inglés, los dos comparten un subgrupo o categoría propia. Estas similitudes se deben a una historia y cultura compartidas desde la época de las colonias británicas en América del Norte, sobre todo tras la llegada de los lealistas del Imperio Unido que huyeron hacia el norte durante la Revolución de las Trece Colonias, cuya influencia sobre el incipiente inglés canadiense era enorme, desde sus mismas raíces.
Más concretamente, el inglés canadiense estándar comparte estas características con el inglés del centro-noroeste estadounidense, formando un grupo dialectal propio, con un continuo dialectal entre los estados de esta región y los territorios canadienses al otro lado de la frontera. Tanto es así, que en algunas partes de Estados Unidos, el dialecto hablado en el norte estadounidense se conoce como «inglés canadiense». La variante del inglés canadiense hablada en la provincia de Quebec (una región predominantemente de habla francesa), también alineada con el inglés canadiense estándar, comparte algunas características lingüísticas con el inglés del norte de los Apalaches (nombre dado en Estados Unidos al inglés hablado en estados como Pensilvania o Vermont).
Cabe mencionar, sin embargo, la variante más oriental del inglés canadiense —la hablada en las provincias atlánticas de Canadá—, que ha heredado muchas características del inglés británico e irlandés, y tiene sus propias normas lingüísticas dentro de Canadá (como en el empleo de términos jurídicos). También disfrutan de una regulación lingüística relativamente adaptada los residentes de la Columbia Británica, donde también se manifiesta la preservación de la cultura británica. Un ejemplo destacado es la isla de Vancouver, donde el inglés hablado es en muchos aspectos idéntico al inglés británico.

## Características lingüísticas

### Fonética y fonología
La gran mayoría de variantes del inglés norteamericano (excluidas las regiones anteriormente mencionadas) comparten características fonológicas que las diferencian del inglés británico y de otros países de la anglosfera, tanto en la pronunciación de las consonantes como la de las vocales, siendo a grandes rasgos (aun pudiendo haber excepciones en algunas regiones) los siguientes:

#### Consonantes
- Pronunciación completa de la /r/;
- Glotalización condicional de la /t/ (satin se pronuncia [ˈsæʔn̩] y no [ˈsætn̩]);
- Batimiento de la /t/ y la /d/ (tanto metal como medal se pronuncian como [ˈmɛɾɫ̩]);
- Velarización de la /l/ (filling se pronuncia [ˈfɪɫɪŋ] y no [ˈfɪlɪŋ]).

#### Vocales
- Homofonía vocal delante de una /r/ (con palabras como Mary, marry, and merry pronunciadas casi siempre igual, a diferencias del inglés británico);
- Subida vocalizada de la /aɪ/ muda (palabras como price and bright emplean un tono vocal más subido que prize and bride);
- Homofonía débil (palabras como affected como effected se frecuentemente se pronuncian de forma similar);
- La combinación de letras LOT, la /o/ suena como /a/;
- La pronunciación de ciertos diptongos, como [au], [ou] y [aw], como la vocal /o/ (sin ninguna distinción);
- Elisión del sonido de una larga o complementaria, causando una interrupción en la pronunciación, en los siguientes casos:
  - Después de /ʃ, tʃ, dʒ/, como en los casos de chute (/ʃuːt/), chew (tʃuː), juice (dʒuːs);
  - Después de /j/, como en el caso de yew (/juː/);
  - Después de /r/, como en el caso de rude (/ruːd/);
  - Después de consonante+/l/, como en el caso de blue (/bluː/).

### Ortografía
Dentro del abanico de la ortografía inglesa, el inglés canadiense de uso administrativo, educativo y mediático (en este último caso por norma generalizada aunque no concluyente) hace uso del sistema británico, si bien lo cierto es que entre la población se emplea muchas veces la ortografía estadounidense, al menos en parte. De hecho, algunas palabras solo se escriben con la ortografía del país vecino, como tire (‘neumático’, a diferencia de tyre); mientras que otras suelen escribirse por la mayoría de canadienses en su forma británica, como colour (a diferencia de color). Este aspecto, junto a la gramática y pronunciación, hace de Canadá un caso singular entre los países de la Mancomunidad Británica, siendo en muchos aspectos «más americano que británico». Las excepciones, como anteriormente mencionado, son las provincias más orientales y algunas de las regiones más occidentales.

### Vocabulario
Muchos vocablos del inglés norteamericano, usados tanto en el inglés estadounidense como en el canadiense, son singulares (distintos a los vocablos usados en otros países de habla inglesa). Algunos ejemplos son los sustantivos diaper (pañal) y gasoline (gasolina), en comparación con nappy y petrol respectivamente (usados en países como Reino Unido o Australia).

## Terminología
Debido a que Estados Unidos y Canadá son los únicos dos países del continente americano que tienen como idioma oficial o principal al inglés, se ha sugerido el uso del término ‘inglés americano’ a secas. Sin embargo, dado que tradicionalmente se ha usado este término para el inglés estadounidense —de hecho, en inglés y otros idiomas, como el alemán, se sigue optando por esta definición—, la denominación habitual de este grupo dialectal es ‘inglés norteamericano’. Sin embargo, Anthony Burgess defiende el uso del término ‘inglés americano’ en este caso, lo mismo que ‘español americano’ puede referirse al español hablado en toda América, a pesar de las diferencias, a veces importantes, que pueden darse. También alega que ya que la pronunciación y los elementos sintácticos son similares entre ambos dialectos, el uso del término ‘inglés americano’ encajaría en todo caso con la interpretación que tiene en la actualidad.
Por otra parte, algunos canadienses defienden la separación entre los dialectos, a veces por motivos lingüísticos (como la ortografía oficial), aunque muchas veces por motivos políticos o nacionalistas (similarmente a los casos que se dan en idiomas como el catalán/valenciano o el rumano/moldavo, aunque a nivel dialectal).